# Suta
Pour les articles homonymes, voir suta (homonymie).
Genre
Suta est un genre de serpents de la famille des Elapidae.

## Répartition
Les espèces de ce genre sont endémiques d'Australie.

## Description
Les serpents de ce genre sont venimeux et vivipares.

## Liste des espèces
Selon The Reptile Database (13 avril 2013) :
- Suta fasciata (Rosen, 1905)
- Suta ordensis (Storr, 1984)
- Suta punctata (Boulenger, 1896)
- Suta suta (Peters, 1863)

## Publication originale
- Worrell, 1961 : Herpetological Name Changes. West Australian Naturalist, vol. 8, p. 18-27 (texte intégral).